# El-Hadji Ba
El-Hadji Ba (ur. 5 marca 1993 w Paryżu) – mauretański piłkarz występujący na pozycji pomocnika w FC Nouadhibou.

## Statystyki
| Sezon   | Klub                   | Kraj     | Rozgrywki                 | Mecze | Bramki |
| ------- | ---------------------- | -------- | ------------------------- | ----- | ------ |
| 2011/12 | Le Havre AC            | Francja  | Ligue 2                   | 1     | 0      |
| 2012/13 | Le Havre AC            | Francja  | Ligue 2                   | 12    | 1      |
| 2013/14 | Sunderland A.F.C.      | Anglia   | Premier League            | 1     | 0      |
| 2014/15 | SC Bastia              | Francja  | Ligue 1                   | 7     | 0      |
| 2015/16 | Charlton Athletic      | Anglia   | Championship              | 25    | 0      |
| 2017    | Stabæk Fotball         | Norwegia | Eliteserien               | 11    | 0      |
| 2017/18 | FC Sochaux-Montbéliard | Francja  | Ligue 2                   | 21    | 0      |
| 2018/19 | RC Lens                | Francja  | Ligue 2                   | 29    | 0      |
| 2019/20 | En Avant Guingamp      | Francja  | Ligue 2                   | 7     | 0      |
| 2020/21 | En Avant Guingamp      | Francja  | Ligue 2                   | 15    | 0      |
| 2021/22 | En Avant Guingamp      | Francja  | Ligue 2                   | 26    | 2      |
| 2022/23 | Apollon Limassol       | Cypr     | Protathlima A’ Kategorias | 8     | 0      |